# Chichilianne
Chichilianne is een gemeente in het Franse departement Isère (regio Auvergne-Rhône-Alpes). De plaats maakt deel uit van het arrondissement Grenoble. Naast de hoofdplaats Chichilianne (L'Église) omvat de gemeente de gehuchten Château Vieux, Bernardière, Donnière, Les Oches, Passières, Richardière en Ruthière. Chichilianne telde op 1 januari 2022 326 inwoners.
Het dorp is een toegangspoort voor het Parc Naturel Régional du Vercors en heeft een bezoekerscentrum.

## Geografie
De oppervlakte van Chichilianne bedroeg op 1 januari 2022 62,48 vierkante kilometer; de bevolkingsdichtheid was toen 5,2 inwoners per km².

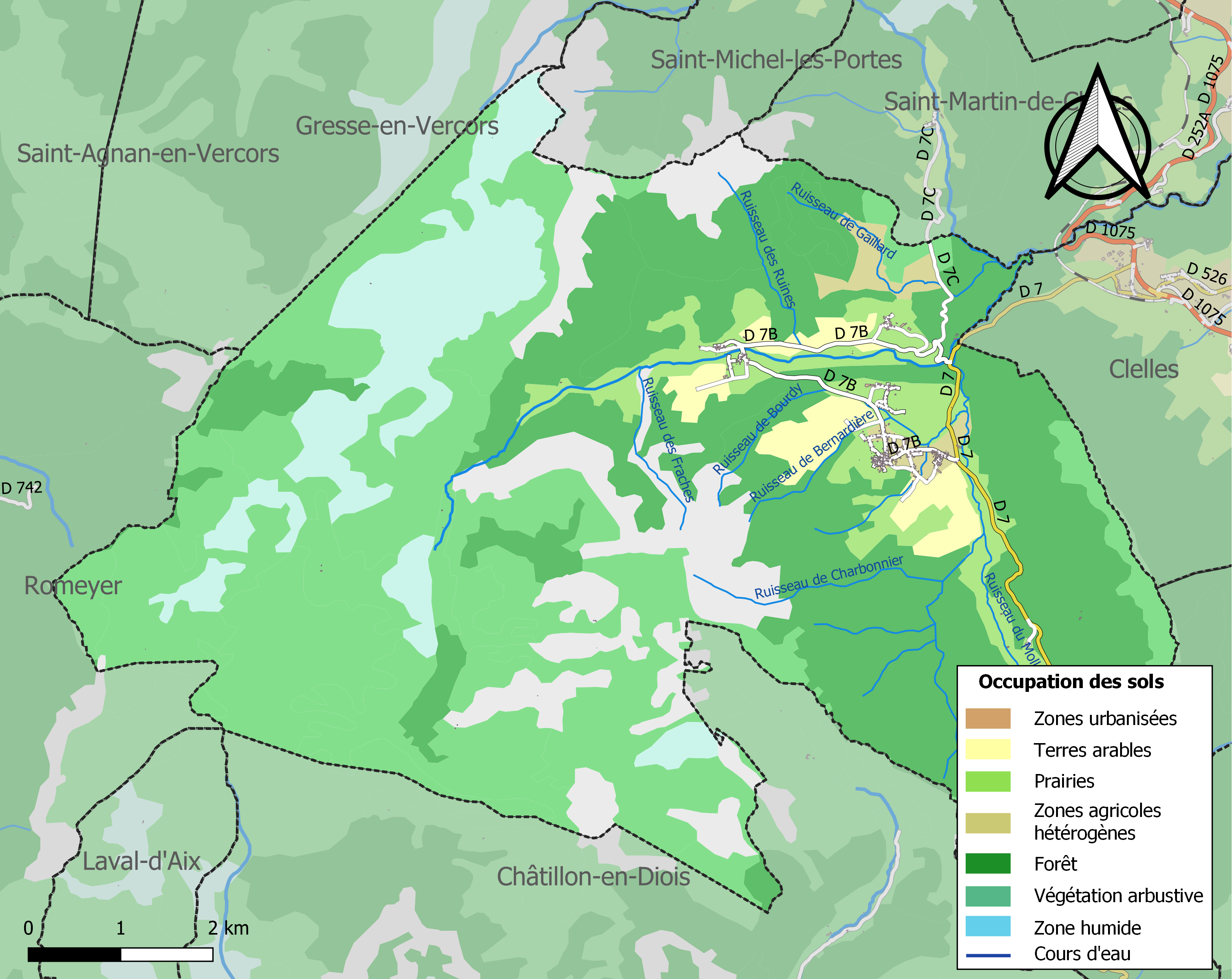
Kaart van de gemeente met de belangrijkste infrastructuur, bodemgebruik en omliggende gemeenten

## Demografie
Onderstaande figuur toont het verloop van het inwonertal (bron: INSEE-tellingen).